# Агафонов, Сергей Леонидович
Сергей Леонидович Агафонов (род. 5 декабря 1959, Ростов-на-Дону) — российский журналист и медиаменеджер, специальный корреспондент, главный редактор журнала «Огонёк», член Президиума Союза журналистов Москвы.

## Биография
Выпускник Международного отделения факультета журналистики МГУ им. М. В. Ломоносова (английский, китайский, японский язык).
По окончании университета был принят на работу в газету «Известия»:
- 1980—1985 — корреспондент в Москве;
- 1985—1996 — собственный корреспондент в Японии (регион — Восточная Азия);
- 1996—1997 — заместитель главного редактора.

Осенью 1997 года, после внутрикорпоративного конфликта покинул «Известия» вместе с группой журналистов во главе с Игорем Голембиовским (главный редактор газеты «Известия» 1991—1997 годах)
Соучредитель газеты «Новые Известия» (вместе с И. Голембиовским, О. Лацисом, В. Яковым, С. Дардыкиным). Проработал в газете на должности заместителя главного редактора до февраля 2003 года.
В мае 2003 года вместе с И. Голембиовским, О. Лацисом и другими членами команды перешел в другой проект — газету «Русский курьер», где проработал до 2005 года.
С лета 2005 года — шеф-редактор журнала «Огонёк».
С ноября 2012 года — главный редактор журнала «Огонёк».
С 2018 по настоящее время — член Президиума Союза журналистов Москвы.
Также в настоящий момент является преподавателем факультета журналистики Московского Государственного университета (МГУ)

## Награды и достижения
Лауреат федерального журналистского конкурса «Золотое перо-2014» в номинации «Главному редактору за верность читателям».
Награждён почётным знаком Союза журналистов России «За заслуги перед профессиональным сообществом» в 2016 году.
Лауреат XVII Национальной Премии «Медиа-Менеджер России — 2017» в номинации «За сохранение бренда и рост аудиторных показателей»
«Действительный член Академии Российской прессы» (с 2018 года).
С 2018 по 2023 год — член Президиума Союза журналистов Москвы.
Лауреат премии города Москвы в области журналистики (2019)

## Фильмография
- «На подступах к Эльдорадо» 1991 г. (в соавторстве с Борисом Резником)